# José Del Nero
José Del Nero (ur. 13 grudnia 1910 w Pirassununga, zm. 14 lipca 2003 w São Paulo) – brazylijski piłkarz grający na pozycji środkowego obrońcy.

## Kariera klubowa
José Del Nero rozpoczął karierę piłkarską w klubie América Belo Horizonte w 1930 roku. W 1936 roku przeszedł do klubu Palestra Itália i grał w nim do końca kariery, którą zakończył w 1945 roku. Z Palestra Itália pięciokrotnie zdobył mistrzostwo stanu São Paulo – Campeonato Paulista w 1936, 1938, 1940, 1942 i 1944 roku.

## Kariera reprezentacyjna
José Del Nero zadebiutował w reprezentacji Brazylii 18 lutego 1940 w zremisowanym 2-2 meczu z reprezentacją Argentyny, którego stawką było Copa Julio Roca 1939/40. Drugi i ostatni raz w reprezentacji wystąpił 25 lutego 1940 w przegranym 0-3 meczu z tym samym rywalem.